# Norbert Kerckhove
Norbert Kerckhove (* 21. Oktober 1932 in Meulebeke; † 4. Juli 2006 ebenda) war ein belgischer Radrennfahrer und nationaler Meister im Radsport.

## Sportliche Laufbahn
Kerckhove war im Straßenradsport aktiv. 1956 wurde er Unabhängiger und 1960 Berufsfahrer im Radsportteam Faema. 1955 siegte er in der nationalen Meisterschaft der Unabhängigen im Straßenrennen sowie in der Belgien-Rundfahrt der Amateure, bei der er zwei Etappensiege holte. 1957 gewann er den Omloop Het Volk und eine Etappe der Tour de Picardie, die er hinter Jean Stablinski als Zweiter beendete. Bei Kuurne–Brüssel–Kuurne und in der Flandern-Rundfahrt wurde er Dritter. 1959 siegte er in den Eintagesrennen E3 Harelbeke und Circuit de Flandre centrale. Drei Rennen konnte er 1960 gewinnen: den Circuit des régions frontalières sowie jeweils eine Etappe im Rennen Dwars door Vlaanderen und bei Paris–Nizza. Weitere Siege gelangen ihm im Grote Prijs Beeckman-De Caluwé und im Circuit du Houtland 1962, bei Mandel–Lys–Escaut 1963, im Grand Prix Jef Scherens 1964 und auf einer Etappe der Ronde van Nederland 1965.
Zweite Plätze holte Kerckhove im Grand Prix E3 1964 und im Circuit du Brabant occidental 1965. Dritter wurde er in der Tour de Flandre-Orientale 1961, in der Flandern-Rundfahrt 1962, im Nokere Koerse 1963, im Circuit des frontières 1965, bei Kuurne–Brüssel–Kuurne und im Grand Prix d’Orchies 1966. Er bestritt alle Grand Tours.

## Grand-Tour-Platzierungen
| Grand Tour            | 1956 | 1957 | 1958 | 1959 | 1960 |
| --------------------- | ---- | ---- | ---- | ---- | ---- |
| Vuelta a EspañaVuelta | DNF  | –    | DNF  | –    | –    |
| Giro d’ItaliaGiro     | –    | –    | –    | –    | DNF  |
| Tour de FranceTour    | –    | DNF  | –    | –    | –    |

In den Rennen der Monumente des Radsports war der 3. Platz in der Flandern-Rundfahrt 1957 und 1962 sein bestes Resultat.